# Red Bull RB9
O Red Bull RB9 é o modelo da equipe Red Bull Racing para a temporada de 2013 de Fórmula 1. O modelo foi apresentado em 3 de fevereiro, na fábrica da equipe, em Milton Keynes, Inglaterra. Condutores: Sebastian Vettel e Mark Webber, que conquistou os Campeonatos de Pilotos e Construtores na temporada de 2013.

## Resultados[3]
(legenda) (em negrito indica pole position e itálico volta mais rápida)
| Ano  | Chassis | Motor                | Pneus | N° | Pilotos           | 1   | 2   | 3   | 4   | 5   | 6   | 7   | 8   | 9   | 10  | 11  | 12  | 13  | 14  | 15  | 16  | 17  | 18  | 19  | Pontos | Posição |  |
| ---- | ------- | -------------------- | ----- | -- | ----------------- | --- | --- | --- | --- | --- | --- | --- | --- | --- | --- | --- | --- | --- | --- | --- | --- | --- | --- | --- | ------ | ------- |  |
|      |         |                      |       |    |                   |     |     |     |     |     |     |     |     |     |     |     |     |     |     |     |     |     |     |     |        |         |  |
|      |         |                      |       |    |                   | AUS | MAL | CHN | BHR | ESP | MON | CAN | GBR | GER | HUN | BEL | ITA | SIN | KOR | JAP | IND | ABD | EUA | BRA |        |         |  |
| 2013 | RB9     | Renault RS27-2013 V8 | P     | 1  | Sebastian Vettel* | 3   | 1   | 4   | 1   | 4   | 2   | 1   | Ret | 1   | 3   | 1   | 1   | 1   | 1   | 1   | 1*  | 1   | 1   | 1   | 596*   | 1º      |  |
| 2013 | RB9     | Renault RS27-2013 V8 | P     | 2  | Mark Webber       | 6   | 2   | Ret | 7   | 5   | 3   | 4   | 2   | 7   | 4   | 5   | 3   | 15† | Ret | 2   | Ret | 2   | 3   | 2   | 596*   | 1º      |  |

* Campeão da temporada.
† Não terminou a prova, mas foi classificado porque completou mais de 90% da distância da corrida.